# Clinohelea longitheca
Clinohelea longitheca är en tvåvingeart som beskrevs av Eileen D. Grogan och Wirth 1975. Clinohelea longitheca ingår i släktet Clinohelea och familjen svidknott.
Artens utbredningsområde är Florida. Inga underarter finns listade i Catalogue of Life.